# Alcuroniumchloride
Alcuroniumchloride is een neuromusculaire blocker (NMB), ook aangeduid als een spierverslapper. Het is een semisynthetische verbinding, bereidt uit C-toxiferine I,, een bis-quarternair-alkaloide dat verkregen wordt uit Strychnos toxifera. Ook C-toxiferine I zelf is uitgebreid onderzocht als NMB. De vervanging van beide N-methylgroepen door N-allyl geeft N,N-diallyl-bis-nortoxiferine: alcuronium.
De introductie van de allylgroepen maakt een veel groter aantal biotransformaties mogelijk dan de methylgroepen in het toxiferine, waardoor de effectieve t½ als NMB veel korter wordt. De tijd tussen toedienen en het begin van de werking is ook korter en alcuroniumchloride is ongeveer 1,5 keer zo sterk in zijn werking als tubocurarine. De farmacologische werking van alcuronium wordt eenvopudig teniet gedaan door neostigmine. De histamineproductie wordt slechts weinig verhoogd. Het voornaamste nadeel van alcuronium als NMB is zijn vagolyitsch effect (de werking van de Nervus vagus wordt onderdrukt) door een selectieve atropine-achtige blokkade van de muscarine-receptoren in het hart.
De stof is opgenomen in de lijst van essentiële geneesmiddelen van de WHO.

## Eigenschappen
Alcuroniumchloride is een geur- en kleurloos kristallijn poeder. Bij verhitten verkleurt de stof bij ongeveer 220 °C maar smelt ook bij 350 °C niet. De optisch actieve, in water, methanol en ethanol oplosbare verbinding heeft in methanol een specifieke draaiing {\displaystyle \left[a\right]_{D}^{22}} van −348.

## Opname of toediening
Omdat het chloride in het fysiologische pH-bereik volledig geïoniseerd is, wordt het nauwelijks uit het maag-darmkanaal opgenomen, maar ook niet uit weefsels geresorbeerd. Om deze reden wordt de stof alleen intraveneus toegepast.

## Analyse
Verontreiniging met diallylcaracurine (DAC) en het Allyl-Wieland-Gumlich-Aldehyde (WCA) laten zich met behulp van capillaire elektroforese tot op minder dan 0,1 % bepalen.
De detectiegrens van alcuronium met behulp van HPLC ligt bij 0,025 mg·l−1 Plasma.

## Effecten
- Cardiovasculair systeem: vrijmaken van histamine en blokkade van de sympathische ganglia inclusief het bijniermerg waardoor hypotensie kan ontstaan.
- Longen en luchtwegen: apneu ten gevolge van de blokkade van de zenuw die het middenrif aanstuurt bij de admehaling. Bronchoconstrictie kan optreden als gevolg van het vrijmaken van histamine.
- De blokkade van de autonome ganglia kan leiden tot een vertraagde darmperistaltiek.

## Aandachtspunten
- De werkingstijd wordt langer bij lage concentraties kalium, calcium en eiwit. Een verhoogde concentratie magnesium of acidose leiden ook tot een langere werking.
- Farmaceutisch niet compatibel met thiopentone.
- Toediening kan aanleiding geven tot vergrote pupillen.